# Arona, Spanien
Arona är en kommun på Kanarieöarna i Spanien. Den ligger i provinsen Santa Cruz de Tenerife, på den sydvästliga delen av ön Teneriffa. Turistorterna Playa de las Américas och Los Cristianos ligger i kommunen. 
Arona upptar en yta på 81,60 km² och ligger upp till 616 meter över havet. Antalet invånare är 86 624 (2024).

## Ortsdelar

### Playa de Las Américas
Playa de Las Américas är en turiststad med turister från hela världen. Playa de Las Américas är en mycket varm ort både på vintrarna och somrarna. Orten har vuxit ihop med turiststaden Los Cristianos så att man kan promenera mellan orterna.

### Los Cristianos
Ett populärt resmål på Teneriffa. Detta område är mer för barnfamiljer som vill njuta av sol och strand. 
Los Cristianos har lite lugnare nattliv än Playa de las Américas, men kan ändå erbjuda något som tillfredsställer de flesta. 
Los Cristianos var från början en fiskeby, ganska isolerad från den övriga ön. Då som nu kretsar det mesta kring hamnen och stranden, där stadens centrum hittas. 
Mellan Los Cristianos och Playa de Las Américas sträcker sig en av de bästa stränderna på Teneriffa: Playa de Las Vistas. Noterbart för denna långa strand är att den är anlagd. Sanden hämtades med stora fartyg och pumpades upp från havsbottnen utanför ön.
Los Cristianos har vuxit samman med grannstaden Playa de Las Américas och man kan gå längs vattnet mellan städerna på en palmkantad strandpromenad.